# Fly by Night (álbum de Sex Museum)
Para el álbum del mismo nombre de Rush ver: Fly by Night 
Fly by Night es el título de un álbum de los madrileños Sex Museum. El álbum se lanzó en formato álbum doble CD y DVD. En el DVD se recoge el concierto completo.
El álbum fue grabado el 10 de octubre de 2003 en la Sala Caracol de Madrid (España). El concierto consistió un repaso de sus, por entonces, dieciocho años de carrera. Sonaron canciones de sus primeros álbumes, de su última etapa y varias versiones: «Minnesota strip» de The Dictators (que ya tocaron en Sparks), «Whole lotta Rossie» de AC/DC, «Speedkings» de Deep Purple (presente en SpeedKings) y «I'm free» de The Who (también en Sparks).
En el escenario aparecieron dos invitados del grupo, «J» (batería de Adult Oriented Punk), quien tocó una segunda batería en un set de cinco canciones y David Krahe, que hizo de segunda guitarra en dos temas.
La revista musical Ruta 66 publicaron elogiosas comentarios tanto del concierto como del álbum:

«Si fueran guiris ya tendríamos a toda la prensa estatal babeando con ellos, al menos están dejando un gran legado musical grabado para la posteridad, incluido el álbum y el DVD que esta noche mágica se grabó en la Sala Caracol.»

«Conscientes de que su estatus dentro del circuito nacional, y parte del internacional, ha alcanzado un cenit difícil de superar, Sex Museum nos ofrecen en "Fly By Night" el perfecto repaso a toda su trayectoria en el que probablemente sea el mejor disco en directo de la historia del rock en nuestro país.»

## Lista de canciones

### CD1
1. «Minnesota strip»
(Andy Shernoff)
2. «Two sisters»
(Fernando Pardo)
3. «Collectors»
(Fernando Pardo)
4. «Red ones»
(Fernando Pardo/Miguel Pardo)
5. «Let's go out»
(Marta Ruiz/Fernando Pardo/Pablo Rodas/Rusty Conway)
6. «Last last»
(Fernando Pardo)
7. «Get lost»
(Fernando Pardo)
8. «Where I belong»
(Fernando Pardo/Marta Ruiz)

### CD2
1. «We can move»
(Marta Ruiz/Fernando Pardo/Miguel Pardo/Rusty Conway)
2. «Landlords»
(Fernando Pardo/Marta Ruiz/Roberto Lozano/Rusty Conway/Miguel Pardo)
3. «Street fight»
(Fernando Pardo/Marta Ruiz/Rusty Conway)
4. «Whole lotta Rossie»
(Angus Young/Malcolm Young/Bon Scott)
5. «Flyin' high»
(Fernando Pardo/Marta Ruiz/Pablo Rodas/Miguel Pardo)
6. «Speedkings»
(Ritchie Blackmore/Ian Gillan/Roger Glover/Jon Lord/Ian Paice)
7. «Start to move»
(Fernando Pardo)
8. «I'm free»
(Pete Townshend[3])

### DVD
1. «Minnesota strip»
(Andy Shernoff)
2. «Two sisters»
(Fernando Pardo)
3. «Collectors»
(Fernando Pardo)
4. «Red ones»
(Fernando Pardo/Miguel Pardo)
5. «Let's go out»
(Marta Ruiz/Fernando Pardo/Pablo Rodas/Rusty Conway)
6. «Last last»
(Fernando Pardo)
7. «Get lost»
(Fernando Pardo)
8. «Where I belong»
(Fernando Pardo/Marta Ruiz)
9. «Empty's my soul»
(Fernando Pardo/Rusty Conway)
10. «I walk alone»
(Fernando Pardo/Miguel Pardo)
11. «Messing with you»
(Fernando Pardo)
12. «Jet Sam»
(Fernando Pardo/Rusty Conway)
13. «We can move»
(Marta Ruiz/Fernando Pardo/Miguel Pardo/Rusty Conway)
14. «Landlords»
(Fernando Pardo/Marta Ruiz/Roberto Lozano/Rusty Conway/Miguel Pardo)
15. «Street fight»
(Fernando Pardo/Marta Ruiz/Rusty Conway)
16. «Whole lotta Rossie»
(Angus Young/Malcolm Young/Bon Scott)
17. «Flyin' high»
(Fernando Pardo/Marta Ruiz/Pablo Rodas/Miguel Pardo)
18. «Speedkings»
(Ritchie Blackmore/Ian Gillan/Roger Glover/Jon Lord/Ian Paice)
19. «Start to move»
(Fernando Pardo)
20. «I'm free»
(Pete Townshend)

## Personal
- Miguel Pardo: voz.
- Fernando Pardo: guitarra y coros.
- Marta Ruiz: órgano Hammond y secuenciador.
- Pablo Rodas: bajo.
- Roberto Lozano «Loza»: batería.

### Músicos adicionales
- Jorge «J» Armijos: batería en «We can move», «Landlords», «Street fight», «Whole lotta Rossie» y «Flyin' high».
- David Krahe: guitarra en «Whole lotta Rossie» y «Flyin' high».

### Personal técnico
- Karim Burkhalter: mezclas y masterización de audio.
- Ramón Checa: técnico de sonido, mezclas y masterización de audio.
- Fernando Pardo: mezclas y masterización de audio.
- José Ángel de Álvaro: técnico de monitores.
- Álvaro PFF: diseño y maquetación (CD y DVD).